# 柏市立柏第二中学校
柏市立柏第二中学校（かしわしりつ かしわだいにちゅうがっこう）は、千葉県柏市にある公立中学校。愛称、略称は「柏二中」または「二中」。

## 概要
1954年4月1日創立。2021年現在、柏市内の中学校では最も生徒数が多い。付近は国道16号が通る住宅地であり、国道を除き狭い道が多く歩道がない道が多い。
主に柏市立柏第五小学校、柏市立柏第三小学校の児童生徒が進学する校区となっている。

## 沿革
- 昭和29年4月 - 柏町立柏第二中学校として、柏第三小学校内に設立される。
- 昭和30年7月 - 現校地にて校舎竣工
- 昭和36年1月 - 校歌制定
- 昭和43年2月 - 体育館完成
- 昭和45年3月 - 鉄筋新校舎完成
- 昭和48年4月 - 柏市立柏第四中学校新設により南西部校区分離
- 昭和49年7月 - プール完成
- 昭和53年8月 - 防音校舎改築第1期工事完成（普通12教室 ）
- 昭和54年3月 - 同第2期工事完成（普通11教室）
- 昭和55年3月 - 同第3期工事完成（2号館・3号館）※現存校舎が揃う
- 平成2年3月 - 武道場完成
- 平成7年3月 - 給食室完成・4月より給食実施
- 平成30年2月 -	エアコン設置工事完了

## 教育方針
- 学校教育目標「心身ともに健康で知性豊かな中学生の育成」
- よく考えてやりぬく生徒（自主）
- 豊かな心を持ち、思いやりのある生徒（友愛）

## 部活動
部活動はとても盛んであり、どの部活もよい成績を残している。また、陸上部とは独立して駅伝部が存在していたが、2018年より統合された。特設相撲部では全国優勝の経験があるため、全国から生徒が来る。
文化部
- 吹奏楽部
- 美術部
- 文芸デザイン部
- 演劇部
- 科学部

運動部
- 陸上部
- 水泳部
- 野球部
- ソフトボール部
- サッカー部
- バスケットボール部男子
- バスケットボール部女子
- バレーボール部男子
- バレーボール部女子
- 柔道部
- ソフトテニス部男子
- ソフトテニス部女子
- 卓球部男子
- 卓球部女子
- 剣道部男子
- 剣道部女子
- 栽培奉仕クラブ
- 特設相撲部
- 特設駅伝部
- 特設体操部

## 交通
- 柏駅より阪東バスで「弥生町」下車、徒歩１分。

## 行事
- 新入生歓迎会
- 生徒総会
- 体育祭
- コーラスフェスティバル
  - 柏市民文化会館を貸し切って、3学年各クラスそれぞれが歌声を発表する。賞は最優秀賞、優秀賞、優良賞の3つがある。例年3年生の最優秀賞と優秀賞の学級は、柏市立柏第三小学校と柏市立柏第五小学校に訪問し、歌声を披露する。
- 文化祭
- 卒業式

## 著名な出身者
- 池田理代子（漫画家）
- 松崎公昭（元衆議院議員、元総務副大臣）
- 井崎義治 (流山市長)
- 辻凌志朗（俳優）
- 山中亮輔（プロサッカー選手）
- 林堂眞（プロサッカー選手）
- 木竜皇博一（大相撲力士）
- 田渕雄夢（元ルービックキューブ世界記録保持者）[2]